# Eugen Weigel
Eugen Weigel (* 30. August 1903 in Lüdenscheid; † 27. März 1988) war ein hessischer Politiker (SPD) und ehemaliger Abgeordneter der Verfassungberatenden Landesversammlung Groß-Hessen.
Eugen Weigel besuchte die Volksschule, Volkshochschule und die Akademie der Arbeit und arbeitete als Reise- und Verkehrssachbearbeiter. Er war Leiter des Arbeitsamtes Biedenkopf und Arbeitsgerichtsrat am Arbeitsgericht Hersfeld.
Eugen Weigel  war Mitglied der sozialistischen Arbeiterjugend, Jungsozialist und Funktionär der SPD und FGB. Vom 5. August 1946 (als Nachrücker für Johannes Debus X.) bis zum 30. November 1946 war er Mitglied der Verfassungberatenden Landesversammlung Groß-Hessen.